# Madonna Wieluńska

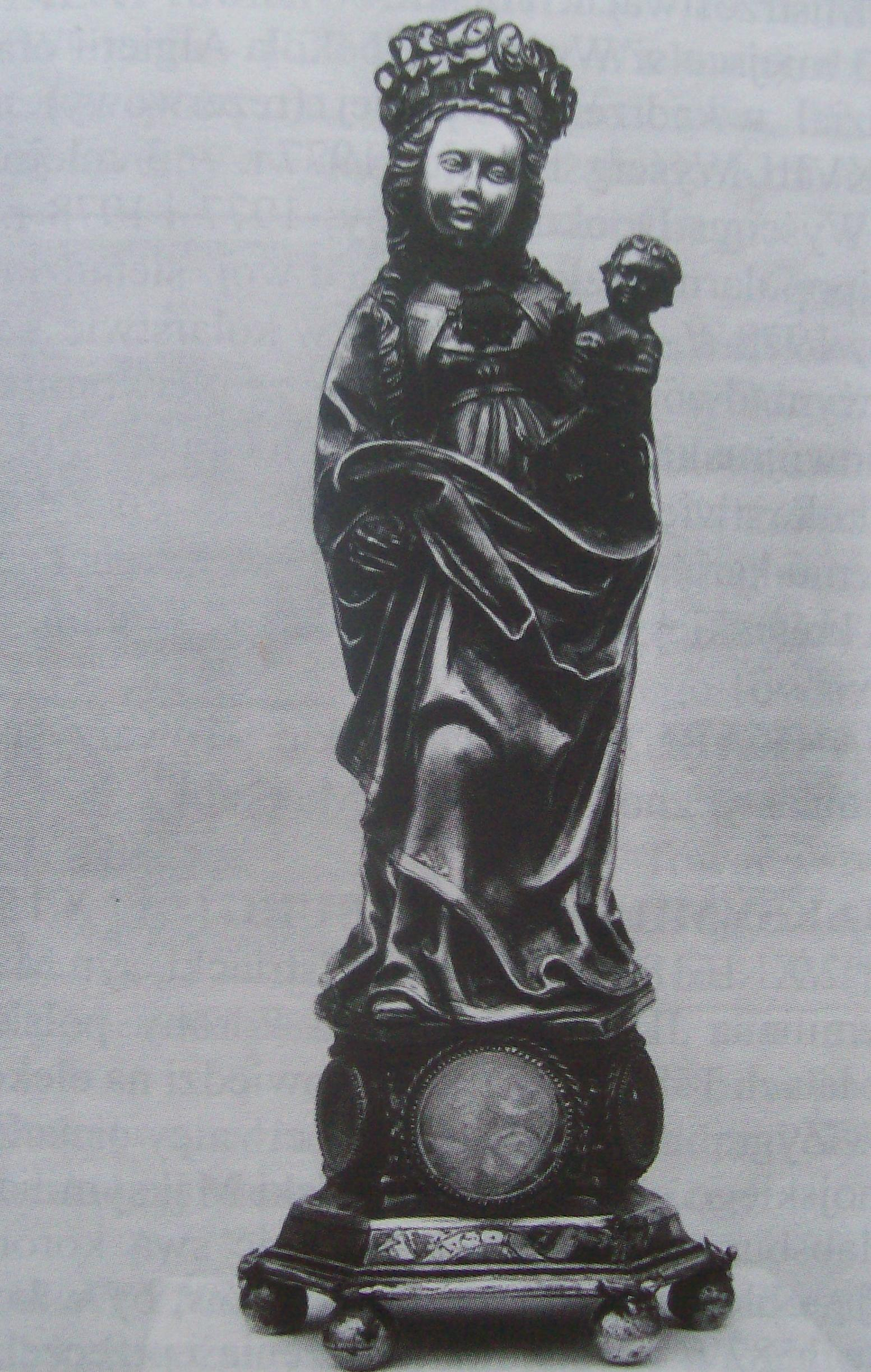
Srebrna figura Madonny Wieluńskiej z 1510 roku zaginiona podczas II wojny światowej

Madonna wieluńska – potoczna nazwa srebrnego relikwiarza, przedstawiającego Madonnę z dzieciątkiem, przechowywanego do wybuchu II wojny światowej w Kościele św. Michała Archanioła w Wieluniu. Dzieło uznawano za jedno z najwspanialszych dzieł sztuki złotniczej przełomu gotyku i renesansu jakie znajdowało się w Polsce. Figura zaginęła podczas II wojny światowej.

## Historia
Madonna została wykonana prawdopodobnie przez złotnika wrocławskiego Andrzeja Heideckera w roku 1510. Historyk sztuki prof. Julian Pagaczewski uznał figurę Madonny wieluńskiej za jedno z najwybitniejszych dzieł sztuki złotniczej przełomu gotyku i renesansu jakie znajdowało się w Polsce. Madonna wieluńska wykonana została ze srebrnej blachy i ozdobiona kamieniami szlachetnymi: almandynem, turkusem, dwoma ametystami, trzema szafirami i dwoma topazami.
Madonna ubrana w suknię przepasaną w pasie, a pod szyją wygiętą w półkole i w płaszcz spięty na piersiach agrafą z dużym wypukłym na brzegach fasetowanym almandynem. Trzyma na lewej ręce dzieciątko, które prawą rączką błogosławi, w lewej zaś ma świat. Matka Boska miała w prawej ręce berełko. Rozpuszczone włosy spływały w długich lokach na plecy aż prawie do połowy postaci. Na głowie miała ażurową koronę. Obręcz korony ujęta była w dwa pionowo prążkowane wałeczki, była gładka. (...) W bokach postumentu znajdowało się sześć półkolistych wgłębień – miejsc na osadzanie puszek z relikwiami.
Do 1939 roku figurka przechowywana była w kolegiacie wieluńskiej. W czasie wybuchu wojny ukryta została przed Niemcami w Gumniskach koło Częstochowy. Wkrótce została jednak odkryta przez Niemców, którzy przechowywali ją w sejfie bankowym w Wieluniu. Po zajęciu miasta w 1945 przez Rosjan figury Madonny z Wielunia nie odnaleziono. Jej dalsze losy nie są znane do chwili obecnej.